# Curt A. Stark
Curt A. Stark (eigentlich Wilhelm Albert Kurd Schöltzel, * 8. Februar 1880 auf Jagdschloss Springe im Saupark Springe; † 3. Oktober 1916 in Siebenbürgen) war ein deutscher Schauspieler und Filmregisseur.

## Leben
Er begann seine schauspielerische Laufbahn im Jahr 1900 am Harburger Stadttheater und spielte im Anschluss meist auf provinziellen Bühnen, aber auch in Berlin. Von 1905 bis 1907 reiste er durch die Vereinigten Staaten, gastierte unter anderem am Deutschen Theater in Milwaukee, wo um die Jahrhundertwende fast 70 % deutsche Einwanderer lebten und heiratete eine Amerikanerin. Nach seiner Rückkehr arbeitete er an verschiedenen Berliner Bühnen, unter anderem am Lessingtheater und am Residenz-Theater.
Frühzeitig wandte sich Stark dem jungen Medium Film zu. Er wirkte in mehreren Produktionen als Schauspieler mit und wurde Hilfsregisseur bei Oskar Messter. Am 11. Oktober 1912 heiratete er seine Filmpartnerin Henny Porten. Seit 1911 inszenierte er selbständig für Messter Melodramen, Dramen und Komödien mit Porten als Hauptdarstellerin.
Mit ihr und dem Team ging er auf Filmreise entlang der Mittelmeerküste und durch Italien, wo Das Tal des Traumes gedreht wurde. Beim Ausbruch des Ersten Weltkrieges 1914 wurde er eingezogen und starb 1916 durch einen Rückenschuss an der Siebenbürger Front.

## Filmografie

### Darstellung
- 1911: Perlen bedeuten Tränen
- 1911: Der Müller und sein Kind
- 1912: Der Kuß des Fürsten
- 1912: Adressatin verstorben
- 1912: Maskierte Liebe
- 1912: Des Lebens Würfelspiel
- 1912: Der Schatten des Meeres
- 1913: Ihr guter Ruf
- 1913: Das Opfer
- 1914: Adoptivkind
- 1914: Das Tal des Traumes
- 1914: Nordlandrose

### Regie
- 1911: Das Liebesglück der Blinden
- 1911: Liebe und Leidenschaft
- 1912: Jung und alt
- 1912: Kämpfende Herzen
- 1912: Maskierte Liebe
- 1912: Um Haaresbreite
- 1912: Henny Portens Reise nach Köln zur Eröffnung des Modernen Theaters
- 1912: Der Schatten des Meeres
- 1913: Der Feind im Land
- 1913: Ihr guter Ruf
- 1913: Eva
- 1913: Mimosa-san
- 1913: Erloschenes Licht
- 1913: Der Weg des Lebens
- 1913: Das Opfer
- 1913: Komtesse Ursel
- 1913: Der wankende Glaube
- 1914: Ihre Hoheit
- 1914: Durchs Ziel
- 1914: Gretchen Wendland
- 1914: Die große Sünderin
- 1914: Um das Glück betrogen
- 1914: Das Tal des Traumes
- 1914: Nordlandrose
- 1914: Ein Überfall im Feindesland
- 1914: Bergnacht
- 1914: Alexandra
- 1915: Der Sieg des Herzens